# Marco Apônio Saturnino
Marco Apônio Saturnino (em latim: Marcus Aponius Saturninus) foi um senador romano que, segundo Tácito, foi cônsul, mas não se sabe a data. Seus pais eram muito ricos e possuíam extensas propriedades no Egito.

## Primeiros anos
Saturnino foi mencionado na Acta Arvalia em 57; o historiador Ronald Syme sugere que ele foi admitido entre os irmãos arvais por causa da influência de Sêneca. Em 66, Tácito menciona que ele participou de sacrifícios no Capitólio com o imperador Nero. Não se sabe ao certo quando ele foi cônsul; Ronald Syme argumenta que é possível que tenha sido em 55 enquanto que Paul Gallivan acredita que ele tenha sido cônsul sufecto entre 63 e 66, período no qual sabe-se que ele aparece como promagistrado.

## Ano dos quatro imperadores
Depois do consulado, sabe-se que Saturnino foi governador da Mésia em 69, possivelmente nomeado por Galba. Durante seu mandato, repeliu um ataque dos sármatas, que haviam invadido a província, o que lhe valeu uma estátua triunfal no começo do reinado de Otão. Na disputa entre Vitélio e Vespasiano durante o ano dos quatro imperadores, Saturnino primeiro bandeou-se para o lado de Vitélio com Caio Dílio Aponiano, que era um parente; ele aparece relatando o progresso da revolta numa carta a Vitélio. Aparentemente, Saturnino só apostou em Vitélio enquanto ele estava ganhando e mudou rapidamente para o lado de Vespasiano quando a fortuna dele mudou. Logo que pôde, atravessou os Alpes para se juntar a Marco Antônio Primo no norte da Itália. Na confusão das lealdades que rapidamente mudavam de lado, Saturnino tentou assassinar o popular Técio Juliano, um partidário de Vespasiano em sua legião e cunhado do ministro das finanças dele, com a desculpa de que ele seria um viteliano disfarçado. Primo, que também ambicionava o comando supremo na região, iniciou um motim entre os soldados contra Saturnino, que acabou obrigado a fugir do acampamento sem conseguir seu intento.

## Anos finais
Seu destino depois disto é incerto. Sabe-se que ele foi nomeado procônsul da Ásia entre 73 e 74 segundo alguns estudiosos. Porém, Syme levantou alguns pontos fracos nesta tese e argumenta que a data correta seria 67 e 68. Com base nesta última data proposta e no fato de ele aparecer nos registros dos irmãos arvais pela última vez em janeiro de 69, é possível que ele tenha morrido não muito depois de ter sido expulso por sua legião.

## Saturnino e Calígula
As fontes antigas contam a história de um homem chamado "Apônio Saturnino" durante o reinado do imperador Calígula, que pode ser o mesma pessoa. Nesta história, Calígula, ansioso para encher novamente o tesouro romano que ele mesmo havia esvaziado, decidiu leiloar alguns gladiadores imperiais. Durante o leilão, Apônio Saturnino cochilou. Calígula percebeu e pediu para que o leiloeiro considerasse cada uma das cochiladas de Apônio como um lance. Quando ele finalmente foi acordado, Apônio havia comprado treze gladiadores pela quantia astronômica de 9 milhões de sestércios.